# کریستین آتسو
کریستین آتسو تواسام (انگلیسی: Christian Atsu Twasam؛ ۱۰ ژانویه ۱۹۹۲ – ۶ فوریه ۲۰۲۳) بازیکن فوتبال اهل غنا بود. او سابقه بازی در تیم ملی فوتبال غنا را هم داشت. او در حالی که بازیکن باشگاه فوتبال هاتای‌اسپور بود در زمین‌لرزه ۲۰۲۳ ترکیه–سوریه چند روز زیر آوار ماند و سپس پیکر بی‌جان او از زیر آوار خارج شد.
مرد مومن بدبخت چند ساله فوت شده الان اومدی ببینی چیکاره بوده.
بخاطر درگذشت این جوان که جوان تو فوتبال نبود یعنی بود ولی تو فوتبال نه یعنی تو فوتبال جون یعنی جون تو واقعیت جون یعنی پیر تو فوتبال (استاد جواد خیابانی)

## زندگی حرفه‌ای
آتسو در ادا فوا، استان آکرای بزرگ، غنا به دنیا آمد. وی در ۳۱ اوت ۲۰۱۶ از باشگاه فوتبال چلسی به باشگاه فوتبال نیوکاسل یونایتد منتقل شد. او در سال ۲۰۲۲ به تیم هاتای اسپور ترکیه پیوست.